# Jovan Ristić
Jovan Ristić (1831-1899) fue un político y diplomático serbio, que sirvió de regente durante la minoría de edad del príncipe (luego rey) Milan I de Serbia.

## Estudios y comienzos de la carrera política
Nacido en una familia pobre en 1831, se formó en Francia y Alemania entre 1849 y 1854 merced a una beca estatal. Se doctoró en Historia en Heidelberg. Seguidamente, asistió durante dos años a la Sorbona en París.
Trató en vano de conseguir la cátedra de historia del liceo de Belgrado, tras lo cual ingresó en el servicio público. Trabajó primero en el Ministerio de Educación, luego en el de Asuntos Exteriores y finalmente en el de Interior. En este trabajó como inspector de policía. Aunque ligado por matrimonio a la Casa de Karađorđević —su esposa era hija de un rico comerciante belgradense cercano a los Karađorđević—, en 1861 logró gracias a sus dotes diplomáticas el puesto de representante del principado ante el Gobierno otomano. En 1867, obtuvo el puesto de ministro de Asuntos Exteriores del principado de Serbia, aún dependiente del Imperio otomano. Su sugerencia al príncipe de que adoptase un cierto liberalismo, sin embargo, le hizo caer pronto en desgracia y perder su cargo ministerial. El asesinato en 1868 de Miguel III Obrenović, cambió, empero, la suerte de Ristić; el ministro de Defensa, que impuso por su cuenta al sucesor y se hizo en la práctica con el poder, decidió llamarlo a su lado para que ocupase uno de los puestos de regente del nuevo monarca, Milan, todavía menor de edad.

## Regente
El papel de Ristić era el de asesorar al ministro de Defensa en calidad de experto político y diplomático, conocimientos de los que carecía el militar. Para empezar, se le encargó traer a Serbia al nuevo príncipe. A continuación, tuvo que granjearse la aquiescencia de las potencias, principalmente de Rusia, para aprobar una nueva Constitución sin el permiso del Imperio otomano, del que el principado formaba parte. Su artífice principal fue Ristić.
Aunque para la aprobación de la Constitución Ristić se apoyó en Austria, a comienzos de la década de 1871 fue acercándose a Rusia. En octubre de 1871, acompañó a Milan a visitar al zar Alejandro II de Rusia, que por entonces se hallaba de gira por Rumanía.

## Puestos ministeriales
Pese a las tirantes relaciones de Milan con los regentes, a los que reprochaba haberle impuesto una Constitución, Ristić fue nombrado ministro de Asuntos Exteriores del primer Consejo de Ministros formado tras la mayoría de edad del príncipe en agosto de 1872. Con la repentina muerte del otro regente principal, el general Milivoje Blaznavac, que dominaba el Ejército, en 1873, Milan encargó la formación del nuevo Gobierno a Ristić. Tras un largo viaje de seis meses de Milan por Europa, en la que se reconcilió con los austrohúngaros, Ristić dimitió, sabedor de la intención del príncipe de destituirlo. Durante su gobierno, las relaciones con la Sublime Puerta empeoraron notablemente, a consecuencia del nacionalismo de Ristić.
Retornó al Gobierno, nuevamente como ministro de Asuntos Exteriores, tras las elecciones del verano de 1875. Se mostró entonces abiertamente favorable a la guerra con el Imperio otomano para ayudar a los rebeldes herzegovinos, pese a la oposición de Rusia y Austria. El Gobierno cayó en octubre por la oposición de Milan a entrar en guerra con el Imperio otomano. El 5 de mayo de 1876, sin embargo, retomó el puesto, aunque ya con una actitud mucho menos beligerante y más partidaria de la diplomacia para conseguir Bosnia. Consciente de los límites del principado, esperaba, sin embargo, que la extensión del conflicto obligaría a Rusia a intervenir en él y que el resultado de la contienda permitiría la expansión serbia.